# Michaela McManus
Michaela McManus (Warwick (Rhode Island), 20 mei 1983) is een Amerikaanse actrice.

## Biografie
McManus doorliep de high school aan de Toll Gate High School in haar geboorteplaats Warwick (Rhode Island), waar zij in 2001 haar diploma haalde. Hierna ging zij studeren aan de universiteit van Fordham in New York en aan de New York-universiteit, eveneens in die stad. Deze universiteit verliet zij vroegtijdig om te gaan acteren in Los Angeles. Van januari tot en met mei 2004 heeft zij William Shakespeare gestudeerd aan de Royal Academy of Dramatic Art in Londen.
McManus is in 2011 getrouwd met writer/producer Mike Daniels, met wie zij in Los Angeles woont en drie kinderen heeft.

## Filmografie

### Film
Uitgezonderd korte films.
- 2020: The Block Island Sound - als Audry
- 2016: Love Finds You in Valentine - als Kennedy Blaine
- 2015: Slumlord - als Tenant
- 2015: Into the Grizzly Maze - als Kaley
- 2012: Funeral Kings – als Patricia Gilmour
- 2011: Café – als filmvrouw
- 2011: About Fifty – als Alix
- 2010: Nomads – als Donna

### Televisie
Uitgezonderd eenmalige gastrollen.
- 2017-2022: The Orville - als Janel Tyler / Teleya - 5 afl.
- 2017-2022: SEAL Team - als Alana Hayes - 11 afl.
- 2021: You - als Natalie Engler- 3 afl.
- 2019: The Village - als Sarah Campbell - 10 afl.
- 2015-2016: Aquarius – Grace Karn - 21 afl.
- 2012-2013: Necessary Roughness – als Noelle Saris – 4 afl.
- 2012: Awake – als Tara – 13 afl.
- 2010-2011: The Vampire Diaries – als Jules – 6 afl.
- 2008-2009: Law & Order: Special Victims Unit – als assistente officier van justitie Kim Greylek – 22 afl.
- 2008: One Tree Hill – als Lindsey Strauss – 17 afl.

- International Standard Name Identifier: 0000 0003 5658 5581
- Library of Congress Control Number: no2011161633
- Système universitaire de documentation: 25278877X
- Virtual International Authority File: 186999602
- WorldCat: E39PBJpYx66TDR8QfvjFg6hT73